# Castrul roman de la Plosca
Castrul roman de la Plosca s-a aflat pe teritoriul comunei Plosca, jud. Dolj. Aparținea de limesul Moesiarum.